# Thanjavur (Distrikt)
Der Distrikt Thanjavur (Tamil: தஞ்சாவூர் மாவட்டம்; früher: Tanjore) ist ein Distrikt des indischen Bundesstaates Tamil Nadu. Verwaltungszentrum ist die namensgebende Stadt Thanjavur. Der Distrikt Thanjavur hatte bei der Volkszählung 2011 eine Fläche von 3.411 Quadratkilometern und rund 2,4 Millionen Einwohner.
Der Distrikt Thanjavur liegt im Kaveri-Delta, einer wichtigen alten Kulturlandschaft. Bis in die 1990er-Jahre hinein umfasste der Distrikt Thanjavur auch das Gebiet der heutigen Distrikte Tiruvarur, Mayiladuthurai und Nagapattinam. Wo in älteren Quellen vom Distrikt Thanjavur oder Tanjore die Rede ist, ist also in der Regel die gesamte Kaveri-Deltaregion gemeint.

## Geografie

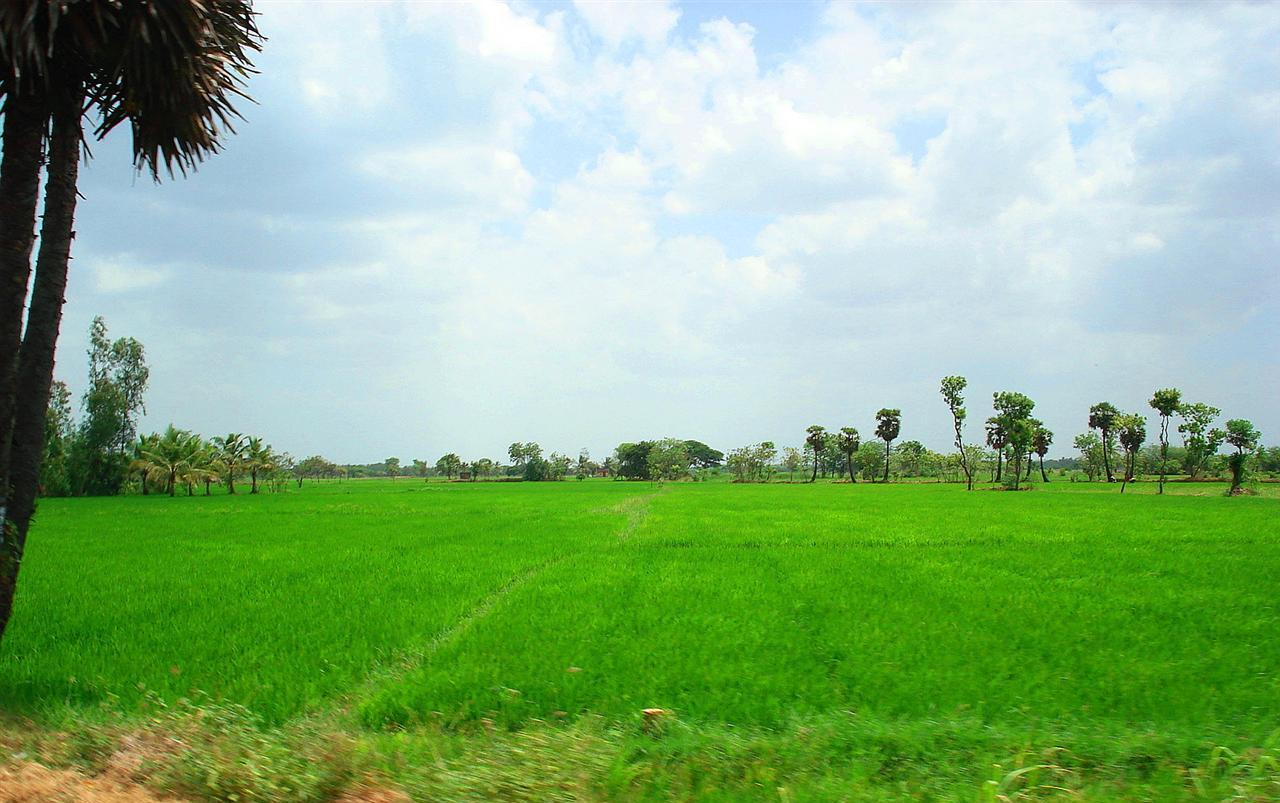
Reisfelder im Distrikt Thanjavur

Der Distrikt Thanjavur liegt in Zentral-Tamil-Nadu. Nachbardistrikte sind Pudukkottai im Südwesten, Tiruchirappalli im Westen, Ariyalur im Norden, Mayiladuthurai im Nordosten sowie Tiruvarur im Osten.
Die Fläche des Distrikts Thanjavur beträgt 3.411 Quadratkilometer. Der nördliche Teil des Distrikts gehört zum Kaveri-Delta. Der westlichste Punkt des Distrikts befindet sich am Grand-Anicut-Damm, wo sich der Kaveri-Fluss in mehrere Mündungsarme teilt. Im Norden markiert der Kollidam, der nördlichste Mündungsarm des Kaveri, die Grenze des Distrikts. Mehrere Mündungsarme des Kaveri-Flusses fließen im West-Ost-Richtung durch den Distrikt Thanjavur. Das fruchtbare Kaveri-Delta wird intensiv landwirtschaftlich genutzt und gilt als „Reisschüssel Tamil Nadus“. Der südliche Teil des Distrikts Thanjavur gehört dagegen nicht mehr zum Kaveri-Delta, sondern besteht aus einem leicht erhöhten Plateau und ist vergleichsweise trocken und unfruchtbar. Im Süden hat der Distrikt Anteil an der Küste zur zwischen Indien und Sri Lanka gelegenen Palkbucht.
Im Distrikt Thanjavur herrscht ein wechselfeuchtes Tropenklima vor. Die Jahresmitteltemperatur in Thanjavur beträgt 28,7 °C, das Jahresmittel des Niederschlages liegt bei 938 mm. Die meisten Niederschläge fallen während des Nordostmonsuns zwischen Oktober und Dezember. Auch während des Südwestmonsuns im August und September kommt es zu Regenfällen.

## Geschichte

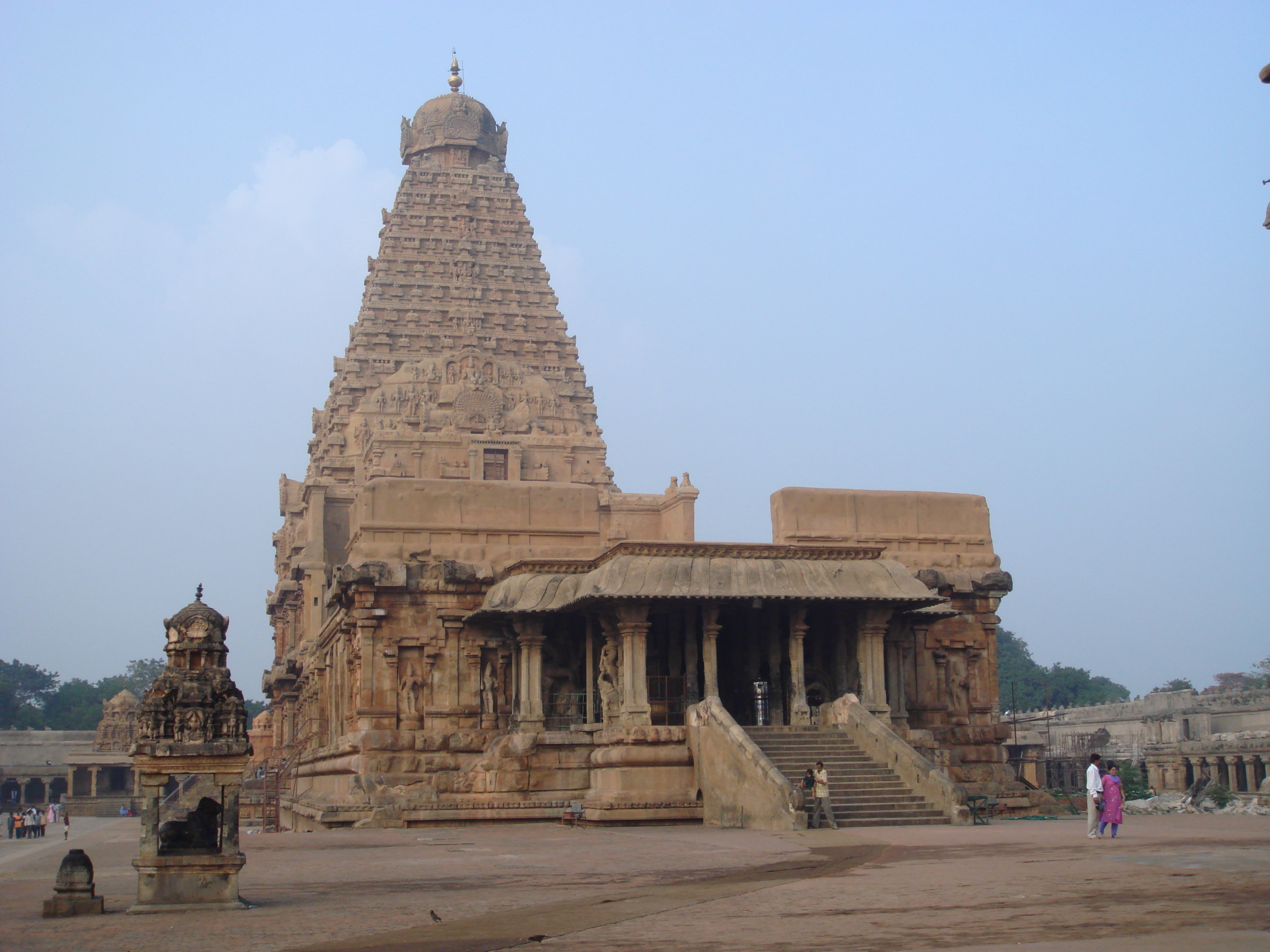
Der Brihadisvara-Tempel von Thanjavur entstand während der Blütezeit der Chola-Dynastie

Das Gebiet des Distriktes ist das historische Kernland der bedeutendsten südindischen Herrscherdynastie, der Cholas. Mitte des 9. Jahrhunderts wurde Thanjavur zur Hauptstadt der Chola-Könige. Auf dem Höhepunkt seiner Macht im 10. und 11. Jahrhundert reichte der Einfluss des Chola-Reiches bis nach Bengalen und Südostasien. Im 13. Jahrhundert wurden die Cholas von den in Madurai residierenden Pandyas besiegt. Im 14. Jahrhundert stand die Gegend kurzzeitig unter muslimischer Herrschaft, ehe sie gegen Ende desselben Jahrhunderts unter die Herrschaft Vijayanagars kam. Die Könige von Vijayanagar setzten in Thanjavur Militärstatthalter (Nayaks) ein, die sich 1535 selbstständig machten. 1675 fiel Thanjavur in die Hände des Marathenführers Venkaji, eines Bruders von Shivaji. Die von Venkaji begründete Marathendynastie herrschte über das Königreich Thanjavur, bis sie 1799 die Oberhoheit der Briten anerkennen mussten. Der König von Thanjavur durfte nur seine Hauptstadt behalten, das restliche Gebiet des Königreichs wurde als Distrikt Tanjore (Thanjavur) der Provinz Madras und somit britischer Verwaltung unterstellt. Als der letzte König von Thanjavur Shivaji II. 1855 ohne Erben starb, fiel das Königreich unter der doctrine of lapse gänzlich an die Briten. Im Jahr 1860 wurde die Distriktverwaltung von Negapatam (heute Nagapattinam) nach Tanjore (Thanjavur)  verlegt.
Nach der indischen Unabhängigkeit 1947 kam der Distrikt zum Bundesstaat Madras, der 1956 nach den Sprachgrenzen des Tamil neu formiert und 1969 in Tamil Nadu umbenannt wurde. Ursprünglich umfasste der Distrikt Thanjavur das gesamte Kaveri-Delta, das Gebiet verkleinerte sich aber sukzessive durch die Gründung neuer Distrikte. 1974 wurde ein kleineres Gebiet des Distrikts Thanjavur dem neugegründeten Distrikt Pudukkottai zugeschlagen. 1991 entstand der Distrikt Nagapattinam aus dem aus den östlichen Teilen des Distrikts Thanjavur. 1997 wurde wiederum der Distrikt Tiruvarur aus sechs Taluks des Distrikts Nagapattinam und einem Taluk des Distrikts Thanjavur gebildet.

## Bevölkerung

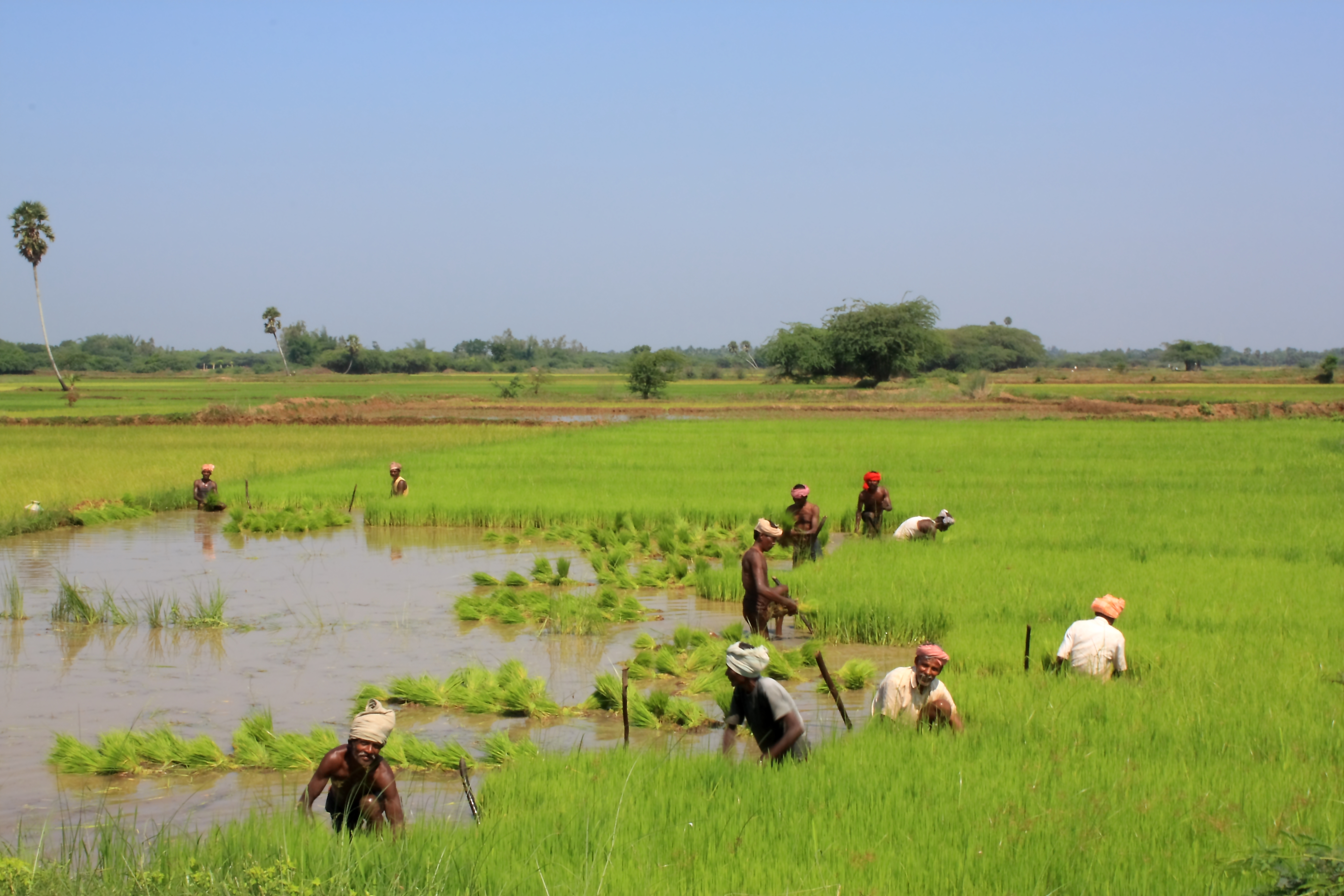
Bauern im Distrikt Thanjavur bei der Reisernte

Bei der indischen Volkszählung 2011 hatte der Distrikt Thanjavur 2.405.890 Einwohner. Der Distrikt ist dicht besiedelt: Die Bevölkerungsdichte lag 2011 mit 705 Einwohnern pro Quadratkilometer über dem Durchschnitt Tamil Nadus (555 Einwohner pro Quadratkilometer). Gleichzeitig war der Urbanisierungsgrad aber niedriger als der Mittelwert des Bundesstaates: 35 Prozent der Einwohner des Distrikts Thanjavur lebten in Städten, während es in ganz Tamil Nadu 48 Prozent waren. 19 Prozent der Einwohner des Distrikts waren Angehörige registrierter niederer Kasten (Scheduled Castes). Die Alphabetisierungsquote lag mit 83 Prozent etwas über dem Durchschnitt des Bundesstaates (80 Prozent).
Unter den Einwohnern des Distrikts Thanjavur stellten die Hindus nach der Volkszählung 2011 mit 86 Prozent die große Mehrheit. Daneben gab es Minderheiten von Muslimen (8 Prozent) und Christen (6 Prozent). Die Hauptsprache ist wie in ganz Tamil Nadu das Tamil. Bei der Volkszählung 2001 wurde es von 98 Prozent der Einwohner des Distrikts als Muttersprache gesprochen.

## Sehenswürdigkeiten

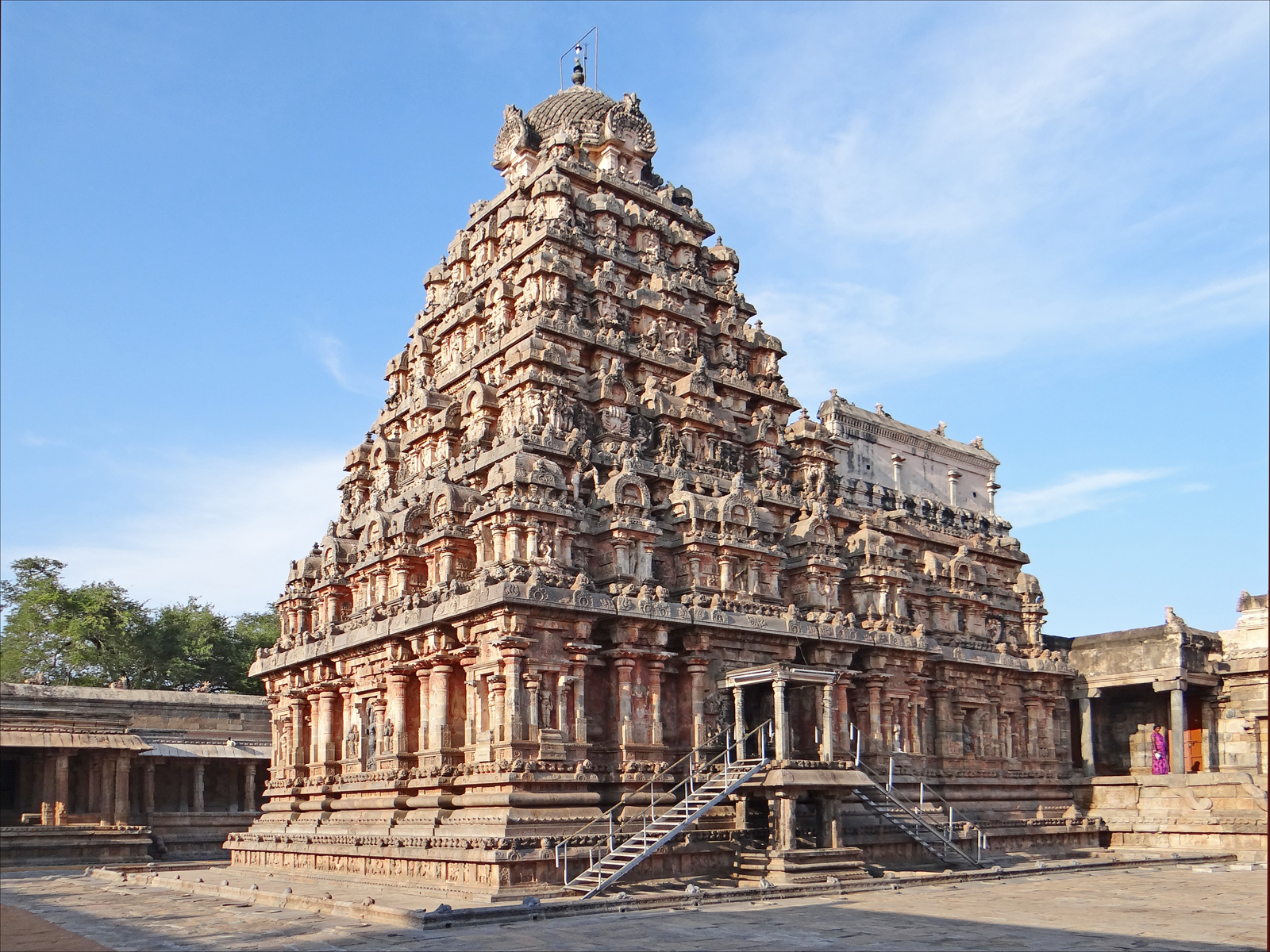
Der Airavatesvara-Tempel in Darasuram

Das Kaveri-Delta, zu dem der Distrikt Thanjavur gehört, ist eine kulturgeschichtlich reiche Region mit zahlreichen bedeutenden Hindutempeln aus der Chola-Zeit. Aus architektonischer Sicht hervorzuheben ist der Brihadisvara-Tempel in Thanjavur, der zwischen 1003 und 1010 unter König Rajaraja I. als monumentales Zeichen der Chola-Herrschaft erbaut wurde. Er gilt als Höhepunkt der mittelalterlichen hinduistischen Tempelbaukunst und gehört zusammen mit dem Airavatesvara-Tempel in Darasuram (ebenfalls im Distrikt Thanjavur) und dem Brihadisvara-Tempel in Gangaikonda Cholapuram (im Distrikt Ariyalur) zum UNESCO-Weltkulturerbe (siehe Große Tempel der Chola-Dynastie).
Aus religiöser Sicht ist vor allem die Stadt Kumbakonam mit ihren zahlreichen Hindutempeln wichtig. Hier findet alle zwölf Jahre das Mahamaham-Fest statt, das Millionen von Pilgern anzieht. Aber auch in zahlreichen Kleinstädten und Dörfern des Distrikts Thanjavur gibt es bedeutende Hindu-Heiligtümer. Allein 55 der 274 heiligen Orte des tamilischen Shivaismus (Padal Petra Sthalams) und 13 der 108 Heiligtümer des tamilischen Vishnuismus (Divya Desams) befinden sich im Distrikt Thanjavur. Ferner finden sich hier vier der neun Navagraha-Tempel, einer Gruppe von Hindu-Tempeln im Kaveri-Delta, die mit den Himmelskörpern assoziiert werden, sowie mit Swamimalai eine von sechs Wallfahrtsstätten des Hindu-Gottes Murugan (Arupadaividu). Eine wichtige katholische Pilgerstätte ist die Basilika Unserer Lieben Frau von Lourdes in Poondi.
Im Ort Melattur findet Anfang Mai das mehrtägige Jahresfest Narasimha Jayanti zu Ehren Vishnus statt, bei dem das religiöse Tanzdrama Bhagavata Mela aufgeführt wird.

## Verwaltungsgliederung

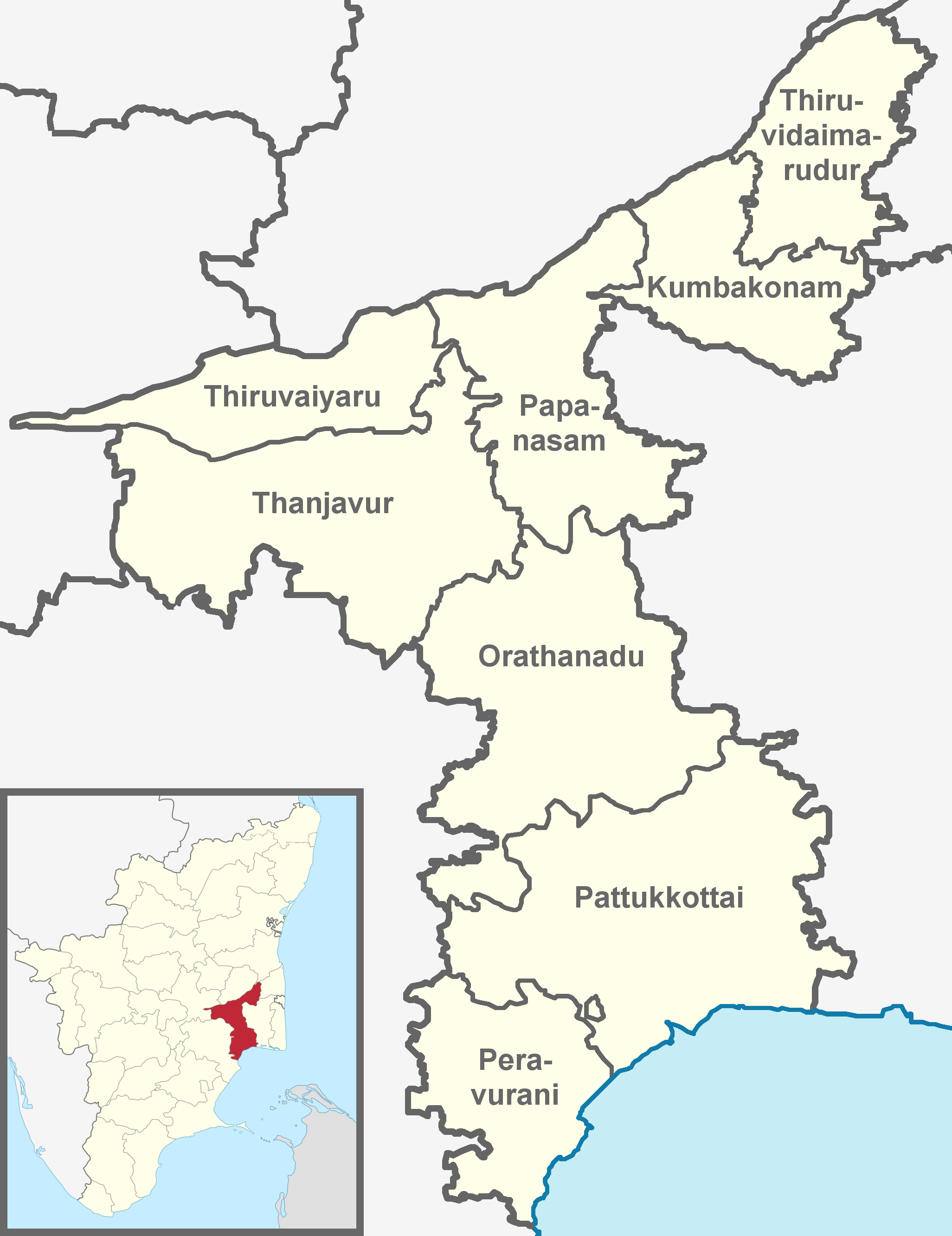
Taluks des Distrikts Thanjavur

Der Distrikt Thanjavur war 2011 in acht Taluks (Subdistrikte) unterteilt.
| Taluk            | Hauptort         | Einwohner (2011) |
| ---------------- | ---------------- | ---------------- |
| Kumbakonam       | Kumbakonam       | 436.592          |
| Orathanadu       | Orathanadu       | 246.871          |
| Papanasam        | Papanasam        | 273.511          |
| Pattukkottai     | Pattukkottai     | 396.236          |
| Peravurani       | Peravurani       | 123.861          |
| Thanjavur        | Thanjavur        | 511.865          |
| Tiruvaiyaru      | Tiruvaiyaru      | 185.803          |
| Tiruvidaimarudur | Tiruvidaimarudur | 231.151          |

## Städte
Im Distrikt Thanjavur gab es 2011 drei Städte mit eigener Stadtverwaltung (Municipalities), 22 nach dem Panchayat-System verwaltete Kleinstädte (Town Panchayats) und neun Zensusstädte (Census Towns). Angegeben ist die Einwohnerzahl nach der Volkszählung 2011.
Municipalities
- Kumbakonam (140.156)
- Pattukkottai (73.135)
- Thanjavur (222.943)

Town Panchayats
- Adiramapattinam (31.066)
- Aduthurai (11.705)
- Ammapettai (14.572)
- Ayyampettai (16.263)
- Cholapuram (6.803)
- Darasuram (15.326)
- Madukkur (16.266)
- Melathiruppanthuruthi (9.074)
- Melattur (8.131)
- Orathanadu (10.247)
- Papanasam (17.548)
- Peravurani (22.084)
- Perumagalur (5.604)
- Swamimalai (7.289)
- Tirubuvanam (14.989)
- Tirukkattupalli (12.972)
- Tirunageswaram (15.082)
- Tiruppanandal (11.169)
- Tiruvaiyaru (16.164)
- Tiruvidaimarudur (14.786)
- Vallam (16.758)
- Veppathur (7.949)

Zensusstädte
- Annalagraharam (11.129)
- Chakkarapalli (6.227)
- Nanjikottai (32.689)
- Natchiarkoil (7.505)
- Neelagiri (16.197)
- Perumandi (8.620)
- Pudupattinam (10.210)
- Ullur (11.673)
- Vilar (9.028)